# Phloeocharis
Phloeocharis es un género de coleópteros polífagos estafilínidos (Staphylinidae). Se distribuyen por el paleártico (excepto las zonas polares).

## Especies
Se reconocen las siguientes:
- Phloeocharis baenai Assing, 2006
- Phloeocharis beieri Scheerpeltz, 1931
- Phloeocharis bermejae Assing, 2003
- Phloeocharis bigerricas Coiffait, 1957
- Phloeocharis biroi Eppelsheim, 1895
- Phloeocharis brachyptera Sharp, 1873
- Phloeocharis confusa Coiffait, 1957
- Phloeocharis corsica Fauvel, 1873
- Phloeocharis diecki (Saulcy, 1870)
- Phloeocharis dubaulti Orousset, 1980
- Phloeocharis eskualduna Coiffait, 1955
- Phloeocharis estrelae Assing, 2003
- Phloeocharis fagniezi Coiffait, 1957
- Phloeocharis fauveli Normand, 1907
- Phloeocharis galiberti Coiffait, 1957
- Phloeocharis gredosensis Assing, 2016
- Phloeocharis hummleri Bernhauer, 1915
- Phloeocharis ichnusae Dodero, 1900
- Phloeocharis laticollis Fauvel, 1874
- Phloeocharis maderi Scheerpeltz, 1951
- Phloeocharis mallorcina Feldmann, 2004
- Phloeocharis manu Hernando & García-López, 2016
- Phloeocharis montnegrensis Hernando, 2003
- Phloeocharis microptera Fauvel, 1898
- Phloeocharis minutissima Heer, 1839
- Phloeocharis muizoni Jarrige, 1946
- Phloeocharis nevesi Scheerpeltz, 1951
- Phloeocharis normandi Fauvel, 1903
- Phloeocharis paradoxa (Saulcy, 1865)
- Phloeocharis pusilla Coiffait, 1957
- Phloeocharis subclavata (Mulsant & Rey, 1875)
- Phloeocharis subtilissima Mannerheim, 1830
- Phloeocharis vivesi Outerelo, 1984
- Phloeocharis winkleri Scheerpeltz, 1951
- Phloeocharis zariquieyi Coiffait, 1955